# Károly Goldmark

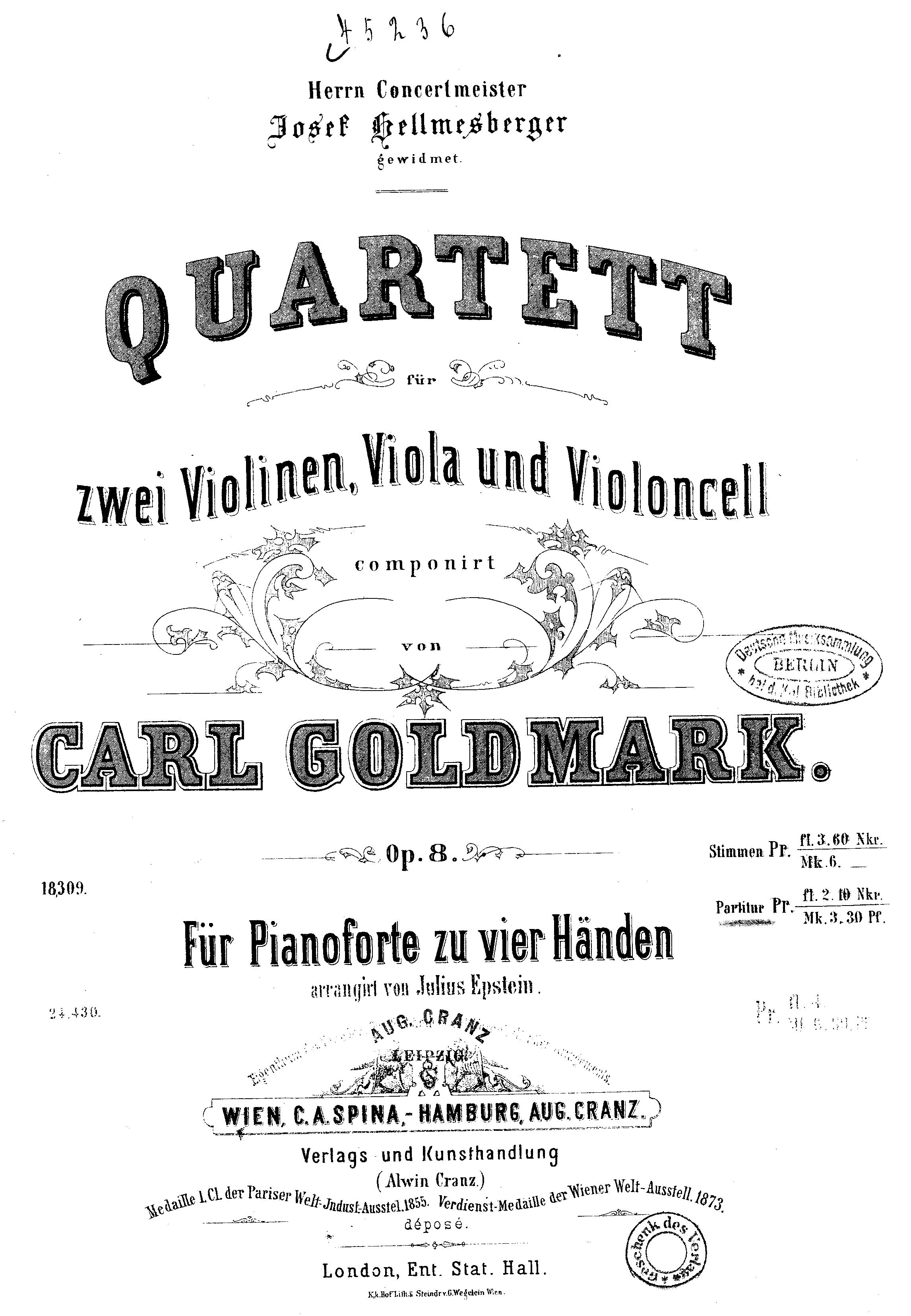
Kwartet skrzypcowy Goldmarka z transkrypcją fortepianową na cztery ręce

Károly (Karl, Carl) Goldmark (ur. 18 maja 1830 w Keszthely, zm. 2 stycznia 1915 w Wiedniu) – austriacko-węgierski kompozytor, skrzypek i pedagog muzyczny pochodzenia żydowskiego.

## Życiorys
Urodził się w Keszthely nad Balatonem w rodzinie kantora miejscowej synagogi. W wieku czterech lat zamieszkał wraz z rodzicami w miejscowości Deutschkreutz w austriackim Burgenlandzie. Dzięki zawodowi ojca od dzieciństwa stykał się z muzyką. W wieku 11 lat rozpoczął naukę gry na skrzypcach, w wieku 14 lat zamieszkał w Wiedniu, gdzie w wieku 18 lat rozpoczął występy solowe. Przez wiele lat utrzymywał się z gry na skrzypcach w orkiestrze teatralnej i z lekcji gry na fortepianie. W wieku 28 lat wystąpił z koncertem własnych utworów. Na początku lat sześćdziesiątych grał na altówce w kwartecie smyczkowym. W roku 1863, w wieku 33 lat otrzymał pierwsze stypendium ministerstwa oświaty. Poznał Johannesa Brahmsa, odbył z nim podróż do Włoch. Bywał też u Johanna Straussa (syna) i Gustava Mahlera, który dyrygował trzema operami Goldmarka. 
W roku 1865 jego uwertura „Sakuntala” spotkała się z pozytywnym przyjęciem krytyki muzycznej, m.in. Eduarda Hanslicka. W późniejszych latach XIX wieku stał się popularnym kompozytorem, uważanym za następcę Richarda Wagnera. Najbardziej znanym dziełem Goldmarka została opera Die Königin von Saba (Królowa Saby), która utrzymała się długo w repertuarze Wiedeńskiej Opery Państwowej do roku 1936, gdy na polecenie władz hitlerowskich jako „muzyka zdegenerowana” została zdjęta z afisza.
Uniwersytet Budapeszteński nadał mu godność doktora honoris causa.
Goldmark spoczął na wiedeńskim Cmentarzu Centralnym.